# アイランド郡 (ワシントン州)
アイランド郡（英: Island County）は、アメリカ合衆国ワシントン州のピュージェット湾に位置する郡である。人口は8万6857人（2020年）。郡庁所在地はコープビルであり、郡内の人口最大の都市はオークハーバーである。郡名はホイッドビー島とカメイノ島という2つの大きな島、およびベイビー、ベンユア、デセプション、カラマット、マイナー、スミス、ストロベリーの7つの小島で構成されることから名付けられた。
アイランド郡は1853年1月6日にオレゴン準州議会によってサーストン郡から分離設立され、ワシントン州では8番目に古い郡である。当初は現在のスノホミッシュ郡、スカジット郡、ワットコム郡およびサンフアン郡を含んでいた。

## 地理
アメリカ合衆国国勢調査局に拠れば、郡域全面積は517平方マイル (1,339.0 km2)であり、このうち陸地は208平方マイル (538.7 km2)、水域は309平方マイル (800.3 km2)で水域率は59.71%である。
ホイッドビー島は南北の長さ58マイル (93 km)、東西の幅12マイル (19 km) の細長い島である。カメイノ島はホイッドビー島の東にあり、本土に近い。面積はホイッドビー島の4分の1程度である。

### 特徴的な地形
- ピュージェット湾
- ファンデフカ海峡
- ホイッドビー島
- カメイノ島

### 隣接する郡
- スノホミッシュ郡 - 東
- キトサップ郡 - 南西
- ジェファーソン郡 - 西
- サンフアン郡 - 北西
- スカジット郡 - 北

### 国立保護地域
- イーベイズランディング国立歴史保存地

## 人口動態

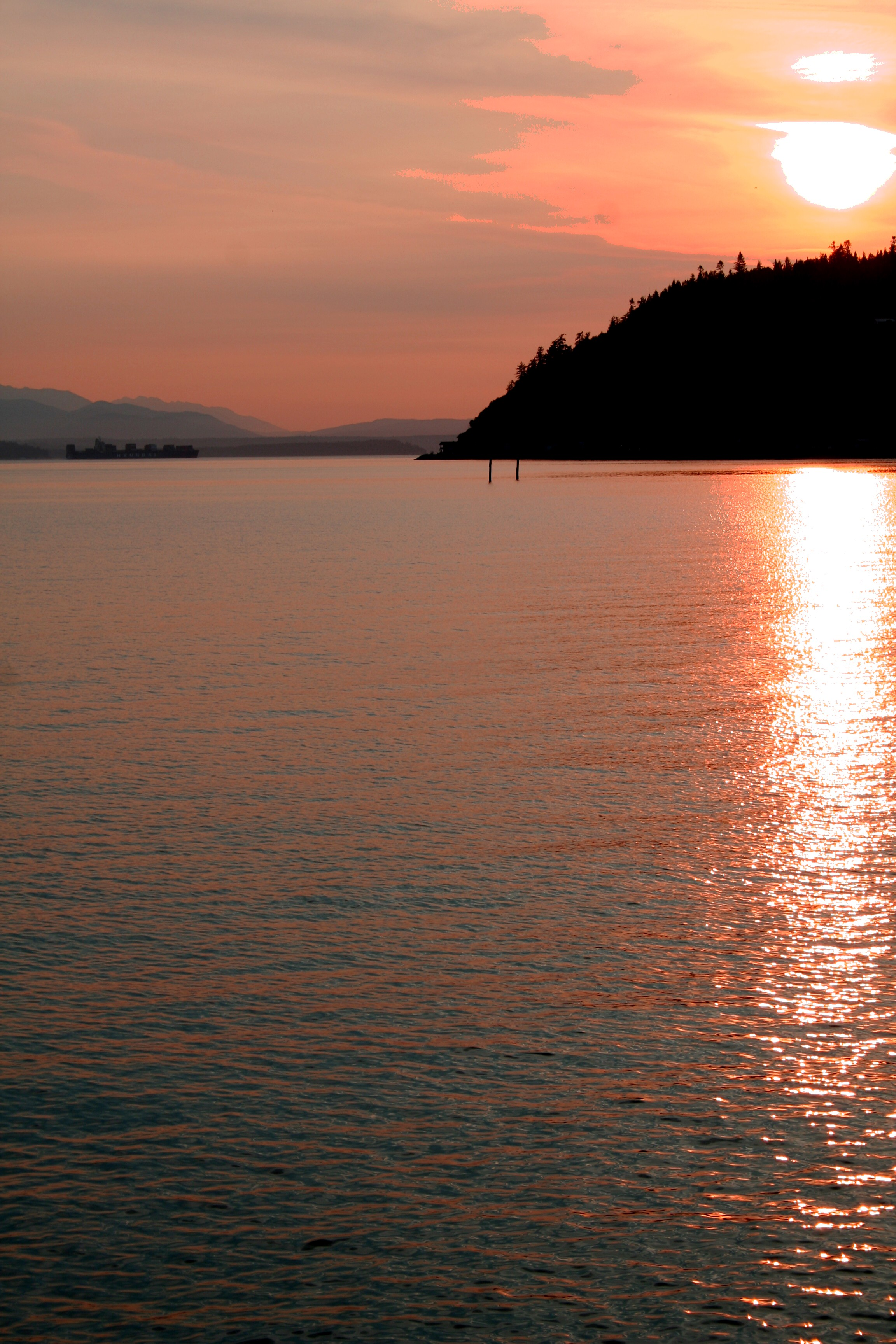
クリントンビーチ

以下は2000年の国勢調査による人口統計データである。
| 基礎データ - 人口: 71,558人 - 世帯数: 27,784 世帯 - 家族数: 20,254 家族 - 人口密度: 133人/km2（343人/mi2） - 住居数: 32,378 軒 - 住居密度: 60軒/km2（155/mi2） 人種別人口構成 - 白人: 87.17% - アフリカン・アメリカン: 2.36% - ネイティブ・アメリカン: 0.97% - アジア人: 4.19% - 太平洋諸島系: 0.44% - その他の人種: 1.43% - 混血: 3.44% - ヒスパニック・ラテン系: 3.97% 先祖による構成 - ドイツ系：16.2% - イギリス系：11.2% - アイルランド系：9.9% - アメリカ人：7.2% - ノルウェー人：6.0% 第一言語による構成 - 英語：92.5 - スペイン語：2.5% - タガログ語: 2.2% 年齢別人口構成 - 18歳未満: 25.5% - 18-24歳: 8.5% - 25-44歳: 28.0% - 45-64歳: 23.7% - 65歳以上: 14.3% - 年齢の中央値: 37歳 - 性比（女性100人あたり男性の人口） - 総人口: 100.4 - 18歳以上: 97.9 | 世帯と家族（対世帯数） - 18歳未満の子供がいる: 33.3% - 結婚・同居している夫婦: 62.2% - 未婚・離婚・死別女性が世帯主: 7.8% - 非家族世帯: 27.1% - 単身世帯: 21.5% - 65歳以上の老人1人暮らし: 8.3% - 平均構成人数 - 世帯: 2.52人 - 家族: 2.93人 収入と家計 - 収入の中央値 - 世帯: 45,513米ドル - 家族: 51,363米ドル - 性別 - 男性: 35,331米ドル - 女性: 25,612米ドル - 人口1人あたり収入: 21,472米ドル - 貧困線以下 - 対人口: 7.0% - 対家族数: 5.1% - 18歳未満: 8.8% - 65歳以上: 4.4% |

## 交通
アイランド郡の主要な島であるホイッドビー島にはワシントン州道20号線、同525号線、カメイノ島には同532号線という3本の州道が走っている。州道20号線は西からポートタウンゼン（ジェファーソン郡）・コープビル（キーストーン）間フェリー航路で郡内（ウィドビー島）に入り、北のデセプション海峡橋でスカジット郡に渡っている。州道525号線はムキルテオ（スノホミッシュ郡）・クリントン間フェリーで東と南から郡内（ウィドビー島）に入り、コープビルの南で州道20号線との交差点が終点となっている。州道532号線はカメイノ島のサンライズ・ブールバードとの交差点、郡内に数百ヤード入ったところから始まり、マーククラーク橋で東のスノホミッシュ郡スタンウッドに渡っている。これらの島々ではアイランド交通と呼ばれる無料あるいはプリペイドのバス便が運行されている。

## 政治
アイランド郡はその北と南で多くの地域に区分できる。北部（オークハーバー）は保守的であり、2004年アメリカ合衆国大統領選挙では共和党候補のジョージ・W・ブッシュが投票総数の65%を獲得し、全ての選挙地区を制した。南部と中部の選挙地区はジョン・ケリーを選んだ。このことはオークハーバーの北にホイッドビー・アイランド海軍航空基地があることが関与している。南部と中部（コープビルやラングレー）はケリーに60%以上を投じた。カメイノ島は共和党寄りであり、2004年の場合もブッシュに52%を投じたが、郡内の他地区よりも接戦だった。

## 統計上処理される自治体

### 法人化された都市と町
- コープビル - 郡庁所在地
- ラングレー
- オークハーバー

### 国勢調査指定地域 (CDP)
- オールトフィールド（ホイッドビー・アイランド海軍航空基地がある場所の地名）
- カメイノ（カメイノ島全領域、人口13,347人）
- クリントン
- フリーランド

## その他の町
| - アドミラルズコーブ - アロウヘッドビーチ - オースティン - ベイビーアイランドハイツ - ベイビュー - ベルズビーチ - ビバリービーチ - カマビーチ - キャンプグランデ - キャンプラグーン - キャバレロビーチ - コロンビアビーチ - コーネル | - グレンデール - グリーンバンク - インディアンビーチ - キーストーン - ロナビーチ - マバナ - マドロナビーチ - マクスウェルトン - マウンテンビュービーチ - ペブルビーチ - ペンコーブパーク - ポゼッション - プレーリーセンター（コープビルの南部に含まれる） | - ロデナビーチ - サンデフカ - サラトガ - スミスプレーリー - サンライトビーチ - サニーショアエーカーズ - サンセットビーチ - テリーズコーナー - タイビーチ - アトサラディ - ウッドランドビーチ |